# Castelo de Siéyès

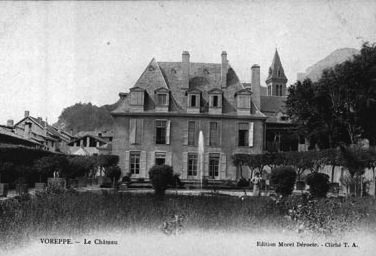
Château de Siéyès

O Château de Siéyès é um château em Voreppe, Isère, na França. Foi construído no século XVII. Está listado como um monumento histórico oficial desde 6 de junho de 1980.